# 呉汁
呉汁（ごじる）は、大豆を磨砕したもの。豆腐の製造工程において加熱濾過する前（豆乳に加工する前）の状態のものである（豆腐を参照）。また、大豆を水に浸し、擂り潰したペーストを呉（ご）とし、この呉を味噌汁に入れたものを呉汁ということもある。
一方、染色工芸の分野では大豆タンパクの作用を利用し、染料の布への染着性を高めることなどを目的に呉汁（大豆汁）が用いられる。

## 郷土料理
日本各地に伝わる郷土料理である。秋に収穫された大豆が出回る秋から冬が旬で、呉汁に入れる大豆以外の具材は、人参、大根、牛蒡、玉葱等の根菜類、豆腐、厚揚げ、油揚げ等の大豆加工品、葱、芹、唐辛子等の薬味、芋がら、こんにゃく、椎茸、煮干し、鶏肉等で地域毎に様々である。擂り潰した大豆と野菜類が豊富に入った呉汁は栄養価が高く体が温まり、冬場の郷土料理として日本各地で昔から親しまれている。報恩講において食べられることもある。
擂り潰した枝豆を入れた味噌汁は青呉汁あるいは枝豆呉汁という。

### 由来
呉汁の起源は諸説あり定かでない。呉汁の「呉」は擂り潰した大豆を意味し、音からの当て字であり、中国の呉王朝や広島県呉市とは無関係である。

### 各地の呉汁

#### 宮城県
大豆の収穫時期・体が温まることから冬に食べられている。日常的に家庭料理として食べられている。
大豆を水に浸してふやかしたものをすり鉢等ですりつぶし、｢呉｣を作る．野菜の入った味噌汁の中に｢呉｣をいれる。

#### 福井県
報恩講において振舞われる精進料理の一つであるほか、結婚式や法事等でも出される。

## 染色工芸
染色工芸の分野では、染料の布への染着性を高めるため、模様を描くやすくするため、にじみを抑えるために呉汁（大豆汁）が用いられる。手芸染色の描染刷毛染の場合、呉汁を布に塗っておくと、紙の上のような描きやすさになり、染着もよく、にじみも抑えられる。ただし濃度や塗布回数は習慣や経験に基づいて利用されていることが多い。
岐阜県の郡上本染（岐阜県重要無形文化財）では鯉のぼりの制作に呉汁が用いられている。